# ニュータイプエース
『ニュータイプエース』は、角川書店が発行、角川グループパブリッシングが発売していた月刊漫画雑誌。『ガンダムエース』の増刊として2011年9月10日に創刊し、2013年7月10日まで発行された。全23号。発売日は毎月10日。略称は「NA」。

## 概要
『ニュータイプエース』は、『月刊ニュータイプ』（角川書店）と『月刊ガンダムエース』がコラボするという位置づけの元、創刊した。創刊号では巻頭において『ガンダムエース』と『マクロスエース』で培ったロボット・SFものをひとつの軸としつつ、情報誌『月刊ニュータイプ』的な視点で時代を捉えながら、それまでの月刊漫画誌にあまりなかったアプローチをしていくと宣言している。コンセプトとしては、アニメのコミカライズ（漫画化）を中心とするがオリジナル作品も掲載していくということであった。
Vol.1号の段階では『ガンダムエース』増刊のため、編集長をはじめ編集スタッフが『ガンダムエース』と重なっていたりデザインが似通っているが、紹介記事等では『月刊ニュータイプ』の構成と似通っている。一部作品は第8号を最後に発売されなくなった『マクロスエース』から移籍しており、『マクロスエース』企画の受け皿として専用の企画記事「マクロスエース+」が置かれていた。
《ニュータイプ》の名前を冠にした漫画雑誌は『コミックニュータイプ』（角川書店、1995年 - 1998年）以来であった。創刊号のCMナレーションは、本誌でコラムも連載した喜屋武ちあきが担当した。以後は表紙担当作品の声優が務めた。
2013年7月10日発売の『Vol.23』号の紙面上にて、当該号をもっての休刊が発表された。一部作品以外は『角川ニコニコエース』などに移籍したが、打ち切りとなった作品もある。

### 休刊後の連載作品の移籍先
『角川ニコニコエース』へ移籍が大半。『輻輳のマーグメルド』は最終話が『角川ニコニコエース』にて掲載された。
- 『角川ニコニコエース』へ移籍
  - TIGER & BUNNY
  - 宇宙戦艦ヤマト2199
  - 翠星のガルガンティア
  - フルメタル・パニック! アナザー
  - 銀河機攻隊マジェスティックプリンス
  - 紅殻のパンドラ
- 『月刊コンプエース』へ移籍
  - コードギアス 双貌のオズ
- 『コンプティーク』へ移籍
  - ファンタジスタドールMix
- 単行本書き下ろしにて完結
  - TIGER & BUNNYちゃん
  - 機動戦士ガンダムUC（ユニコーン） 虹にのれなかった男
  - コードギアス 亡国のアキト（第2巻以降は書き下ろしで刊行）

## 連載漫画
- 休刊時点で連載中であった作品については太字で表記。
- 作品名の順番に関しては連載開始順に従い、その次に連載開始号の掲載順に従う。
- 読み切り作品、集中連載は除く。

|  |

|    | 作品名                                     | 作者（作画）   | 原作者など                                                                                            | 開始                          | 終了                          | 注記                                            |
| -- | ------------------------------------------ | -------------- | --- | ----------------------------- | ----------------------------- | ----------------------------------------------- |
| 1  | TIGER & BUNNY                              | 榊原瑞紀       | サンライズ（企画・原作）                                                                              | 2011年Vol.1号 2011年9月10日   | 2013年Vol.23号 2013年7月10日  | →角川ニコニコエースへ移籍                       |
| 2  | BLOOD-C 十六夜鬼譚                         | ハヅキリョウ   | Production I.G・CLAMP（原作） 藤咲淳一（ストーリー構成）                                              | 2011年Vol.1号 2011年9月10日   | 2012年Vol.9号 2012年5月10日   |                                                 |
| 3  | セイクリッドセブン 〜サムズアップ!アルマ〜 | 佐々木心       | 矢立肇（原作）                                                                                        | 2011年Vol.1号 2011年9月10日   | 2012年Vol.10号 2012年6月8日   |                                                 |
| 4  | 輻輳のマーグメルド                         | 左菱虚秋       | 柳瀬敬之（メカニックデザイン）                                                                        | 2011年Vol.1号 2011年9月10日   | 2013年Vol.23号 2013年7月10日  | 最終話はニコニコエースVol.94号に掲載            |
| 5  | UN-GO 敗戦探偵・結城新十郎                 | 山田J太        | 「UN-GO」製作委員会（原作・監修） BONES（監修） pako・高河ゆん（キャラクターデザイン）                | 2011年Vol.1号 2011年9月10日   | 2013年Vol.21号 2013年5月10日  |                                                 |
| 6  | アスラズ ラース 〜廻 KAI〜                 | 一文字蛍       | 岡田邦彦（脚本） カプコン・サイバーコネクトツー（原作）                                               | 2011年Vol.1号 2011年9月10日   | 2012年Vol.11号 2011年7月10日  |                                                 |
| 7  | ラストエグザイル-砂時計の旅人-             | ムラオミノル   | GONZO（原作）                                                                                         | 2011年Vol.1号 2011年9月10日   | 2012年Vol.10号 2012年6月8日   |                                                 |
| 8  | トワノクオン                               | 備前安規       | 根元歳三（シナリオ協力） BONES（原作）                                                                | 2011年Vol.1号 2011年9月10日   | 2012年Vol.11号 2011年7月10日  |                                                 |
| 9  | ぶっとびコトダマシーン ツキガミ 愛縁機縁   | あかつきごもく | － | 2011年Vol.1号 2011年9月10日   | 2013年Vol.23号 2013年7月10日  |                                                 |
| 10 | 4じてん。                                  | 平尾リョウ     | － | 2011年Vol.1号 2011年9月10日   | 2012年Vol.9号 2012年5月10日   | ←4コマnanoエース、月刊ニュータイプと並行連載    |
| 11 | 超時空要塞マクロス THE FIRST               | 美樹本晴彦     | ビックウエスト（原作）                                                                                | 2011年Vol.1号 2011年9月10日   | 2013年Vol.23号 2013年7月10日  | ←マクロスエースより移籍 ComicWalkerへ移籍→      |
| 12 | ボーダーブレイク                           | 本橋雄一       | セガ ボーダーブレイクチーム（協力・監修） 実弥島巧（シナリオ）                                        | 2011年Vol.1号 2011年9月10日   | 2012年Vol.12号 2012年8月10日  |                                                 |
| 13 | スパイMKT                                  | 武東宗哉       | － | 2011年Vol.1号 2011年9月10日   | 2013年Vol.23号 2013年7月10日  |                                                 |
| 14 | フルメタル・パニック! アナザー             | たいち庸       | 賀東招二・大黒尚人（原作） 四季童子（キャラクター原案）                                               | 2011年Vol.2号 2011年10月8日   | 2013年Vol.23号 2013年7月10日  | 角川ニコニコエースへ移籍→                       |
| 15 | マクロスプラス タックネーム                | U.G.E          | 守屋直樹（構成協力）                                                                                  | 2011年Vol.2号 2011年10月8日   | 2012年Vol.8号 2012年4月10日   | ←マクロスエースより移籍                         |
| 16 | TIGER＆BUNNYちゃん                         | 白石琴似       | サンライズ（企画・原作）                                                                              | 2011年Vol.2号 2011年10月8日   | 2013年Vol.23号 2013年7月10日  | 2012年Vol.10号よりTIGER＆BUNNY4コマから題名変更 |
| 17 | ファイ・ブレイン 神のパズル                | 東川祥樹       | 矢立肇（原作）                                                                                        | 2011年Vol.3号 2011年11月10日  | 2012年Vol.13号 2012年9月10日  |                                                 |
| 18 | 機動戦士ガンダムAGE Second Evolution       | ばう           | 矢立肇・富野由悠季（原作）                                                                            | 2011年Vol.4号 2011年12月9日   | 2012年Vol.12号 2012年8月10日  |                                                 |
| 19 | 戦姫絶唱シンフォギア                       | 吉井ダン       | | 2011年Vol.4号 2011年12月9日   | 2013年Vol.19号 2013年3月9日   |                                                 |
| 20 | ギャルバサラ                               | 川那辺雅弘     | 金子二郎・佐藤太・竹内清人（原案）                                                                    | 2011年Vol.4号 2011年12月9日   | 2012年Vol.7号 2012年3月10日   |                                                 |
| 21 | デカデッド                                 | 横尾公敏       | | 2012年Vol.5号 2012年1月9日    | 2013年Vol.20号 2013年4月10日  |                                                 |
| 22 | こわいものみたさん                         | 吉沢緑時       | | 2012年Vol.6号 2012年2月10日   | 2013年Vol.23号 2013年7月10日  |                                                 |
| 23 | エウレカセブンAO〜Save A Prayer〜          | 不動らん       | BONES（原作）、和場明子（シナリオ）                                                                   | 2012年Vol.6号 2012年2月10日   | 2013年Vol.22号 2013年6月10日  |                                                 |
| 24 | 宇宙戦艦ヤマト2199                         | むらかわみちお | 西崎義展（原作）、結城信輝（キャラクターデザイン）                                                    | 2012年Vol.7号 2012年3月10日   | 2013年Vol.23号 2013年7月10日  | →角川ニコニコエースへ移籍                       |
| 25 | コードギアス 双貌のオズ                    | 東條チカ       | コードギアス 反逆のルルーシュシリーズより（原作） サンライズ（企画） バンダイ・ホビージャパン（協力） | 2012年Vol.8号 2012年4月10日   | 2013年Vol.23号 2013年7月10日  | →月刊コンプエースへ移籍                         |
| 26 | 虹野さん家のホワイトスワン                 | 介錯           | | 2012年Vol.8号 2012年4月10日   | 2013年Vol.18号 2013年2月9日   | Vol.1-7号までは読切扱い                         |
| 27 | 琉神マブヤー 南風ぬ島                      | 大和田秀樹     | マブヤープロジェクト（原案） 仲村清司（沖縄方言監修）                                                 | 2012年Vol.10号 2012年6月8日   | 2013年Vol.23号 2013年7月10日  |                                                 |
| 28 | マクロスFF（フォルテシモ）                 | 喜久屋めがね   | 河森正治（原案・監修）                                                                                | 2012年Vol.10号 2012年6月8日   | 2013年Vol.19号 2013年3月9日   |                                                 |
| 29 | もののけ日和 秘録 妖怪大戦争               | 尾崎祐介       | エンターブレイン（原案）                                                                              | 2012年Vol.10号 2012年6月8日   | 2013年Vol.16号 2012年12月10日 |                                                 |
| 30 | ねらわれた学園                             | 石川樹         | 眉村卓（原案）                                                                                        | 2012年Vol.12号 2012年8月10日  | 2013年Vol.18号 2013年2月9日   |                                                 |
| 31 | 紅殻のパンドラ -GHOST URN-                 | 六道神士       | 士郎正宗（原案）                                                                                      | 2012年Vol.14号 2012年10月10日 | 2013年Vol.23号 2013年7月10日  | →角川ニコニコエースへ移籍                       |
| 32 | 劇場版TIGER & BUNNY The Beginning          | 大野ツトム     | サンライズ（企画・原作）                                                                              | 2012年Vol.14号 2012年10月10日 | 2013年Vol.17 2013年1月10日    |                                                 |
| 33 | エクストルーパーズ                         | 東川祥樹       | カプコン（協力・監修）                                                                                | 2012年Vol.15号 2012年11月10日 | 2013年Vol.19号 2013年3月9日   |                                                 |
| 34 | 翠星のガルガンティア                       | 三途河ワタル   | 翠星のガルガンティア製作委員会（原作）                                                                | 2013年Vol.16号 2012年12月10日 | 2013年Vol.23号 2013年7月10日  | →角川ニコニコエースへ移籍                       |
| 35 | 機動戦士ガンダムUC 虹にのれなかった男      | 葛木ヒヨン     | 福井晴敏（脚本）                                                                                      | 2013年Vol.18号 2013年2月9日   | 2013年Vol.23号 2013年7月10日  |                                                 |
| 36 | コードギアス 亡国のアキト                  | 小太刀右京     | サンライズ（原作） U.G.E（イラスト）                                                                  | 2013年Vol.18号 2013年2月9日   | 2013年Vol.23号 2013年7月10日  | 小説作品                                        |
| 37 | ファンタジスタドールMix                    | Anmi           | 遠野明里（協力）                                                                                      | 2013年Vol.19号 2013年3月9日   | 2013年Vol.23号 2013年7月10日  | 本格連載はVol.20号より →コンプティークへ移籍    |
| 38 | 銀河機攻隊 マジェスティックプリンス        | 尾崎祐介       | 創通・フィールズ（原作）                                                                              | 2013年Vol.20号 2013年4月10日  | 2013年Vol.23号 2013年7月10日  | →角川ニコニコエースへ移籍                       |

## 読み切り・集中連載作品（出張版・アンソロジーは除く）
- 残念?ララァちゃん（ひらぶき雅浩）（2011年Vol.1号掲載）
- トミノ伝（大和田秀樹）（2011年Vol.1 - 2012年Vol.7号掲載）
- ご当地ガンダムさん（大和田秀樹）（2011年Vol.2 - 2012年Vol.5号掲載）
- 虹野さん家のホワイトスワン（介錯）（2011年Vol.1 - 2012年Vol.7号掲載）
- テラ・エスニック・ヒーローズ（石川樹）（2011年Vol.2号掲載）
- 内閣総理大戦（あさのあさと）（2011年Vol.3号掲載）
- 娘ドラ アルト・ミーツ・スカイ（喜久屋めがね）（2011年Vol.4・2012年Vol.5号掲載）
- 着信ドロップキック!（石川樹）（2012年Vol.5号掲載）
- 虹のトイレッタ（武東宗哉）（2012年Vol.6号掲載）
- 弾奏カルテル（三途河ワタル）（2012年Vol.16号掲載）
- 大きなバカの物語（原作：水越保、漫画：たかはしまもる）（2013年Vol.17号掲載）
- 唐草もよう!（シロ太）（2013年Vol.17号掲載）
- 私が兄貴の守護霊ですが!?（結城さくや）（2013年Vol.17号掲載）
- 武装中学生（原作：野島一成、漫画：東智幸）（2013年Vol.18号掲載）
- 戦姫絶唱シンフォギア4コマ（漫画：A`sまりあ）（2013年Vol.19号掲載）
- 時空アイドルてっぺんみかりこ（シロ太）（2013年Vol.21号掲載）
- 逆恨みラブロマンス（岡崎俊憲）（2013年Vol.21号掲載）
- とっきんときん（石川樹）（2013年Vol.21号掲載）
- クリック（石川樹）（2013年Vol.22号掲載）
- 虹色ヘロン（中馬孝博）（2013年Vol.23号掲載）
- VAMDEAD（漫画：東川祥樹、原作：紀森胡侑）（2013年Vol.23号掲載）
- ヨリクル-メーヤの牢獄-（漫画：池上ナオ、原案：北島行徳（2013年Vol.23号掲載）
- アネシビ（石川樹）（2013年Vol.23号掲載）
- のっぺら嬢の野平さん（結城さくや）（2013年Vol.23号掲載）

## 企画記事・コラム
マクロスエース+（2011年Vol.1号 - ）
『マクロスエース』の流れを組んだ情報コーナー。
士郎正宗WORKS（2011年Vol.1号 - 2011年Vol.4号、2012年Vol.14号）
漫画家・イラストレーターの士郎正宗の作品やメカを解説する記事。
月刊きゃんたいぷえーす（2011年Vol.1号 - 2012年Vol.9号、2012年Vol.12号）
当誌のCMナレーションを担当しているアイドル喜屋武ちあきによるコラム。毎月作品のテーマを決められている。
NA.com（エヌ☆エー☆ドット コム）（2011年Vol.1号 - 2012年Vol.6号）
イラストや文章による読者投稿ページ。
宇宙戦艦ヤマト 温故知新（2012年Vol.9号 - 2013年Vol.23号）
1974年に制作された『宇宙戦艦ヤマト』からリメイクされた『宇宙戦艦ヤマト2199』に継承された事柄についてアニメ評論家の氷川竜介が解説するコーナー記事。
DEAD DRIVE（2013年Vol.19号 - 2013年Vol.23号）
漫画家・イラストレーターの士郎正宗が描くオリジナルピンナップの連載。